# Kirsten J. Bishop
Kirsten Jane Bishop (* 6. března 1972, Melbourne) je australská spisovatelka fantasy řazená k hnutí New Weird. Také se věnuje ilustrátorství a je autorkou několika knižních obálek. V současné době žije v thajském Bangkoku. Její román Vryté město byl nominován na World Fantasy Award.

## Dílo

### Romány
- Vryté město, 2003 (The Etched City, 2003)

### Kratší práce
- The Art of Dying (1997)
- The Love of Beauty (1999)
- The Memorial Page (2002)
- On the Origins of the Fragrant Hill (2002)
- Beach Rubble (2003)
- Maldoror Abroad (2003)
- Reminiscence (2003)
- Alsiso (2004)
- We the Enclosed (2004)